# Theodor Bergk
Wilhelm Theodor von Bergk (født 22. maj 1812 i Leipzig, død 20. juli 1881) var en tysk filolog, søn af Johann Adam Bergk.
Bergk var 1842-69 professor ved forskellige universiteter. Han deltog i frihedsbevægelsen 1847-49. Bergk syslede især med de græske digtere; hans hovedværk er: Poëtæ lyrici Graeci (1843, 5. udgave ved Schröder 1900 ff.). Af Geschichte der griechischen Litteratur udgav Bergk selv kun bind I (1872); II—IV udgaves af Hinrichs og Peppmüller (1883-87). Endvidere udkom efter hans død Kleine philologische Schriften, I-II (1884 ff.).